# تیولا
عروس دریایی تیولا یا عروس دریایی نامیرا با نام علمی نوتریکولا از آب‌سان‌زیان است که می‌تواند بعد از بلوغ جنسی، از مرحلهٔ مدوسا یا عروس دریایی به مرحلهٔ پولیپ بازگردد و تنها گونهٔ جانوری است که می‌تواند به دورهٔ نابالغی بازگردد. این‌گونه نامیرایی زیستی دارد.
بازگشت به مرحلهٔ پولیپ یک نوع فنا ناپذیری است؛ بنابراین هیچ وقت این جانور به علت کهولت سن نمی‌میرد.

## چگونگی بازسازی و فرایند آن
نوتریکولا تنها موجود شناخته شده در جهان است که نشان می‌دهد یک جانور چند یاخته‌ای می‌تواند به مرحله پیش از بلوغ برگردد. این جانور این کار را از طریق یک نوع جهش سلولی انجام می‌دهد. این جهش سلولی زمانی انجام می‌شود که عروس دریایی به حالت دیگری تغییر می‌کند یعنی دارای سلول‌های جدیدی می‌شود. در این روند بدنه اصلی عروس دریایی تبدیل به توده‌ای می‌شود که شکل دهنده نخستین آن موجود است. به این توده نخستین، بواسیر لحمی گفته می‌شود. برای این کار ابتدا چتر عروس دریایی خودش را به توده مولکولی تبدیل می‌کند و بعد تمام موها و شاخک‌ها را جذب خودش می‌کند. بعد موهای تغییر شکل یافته به این توده متصل شده و توده لحمی نخستین به وجود می‌آید. از رشد این توده یک عروس دریایی جدید زاده می‌شود. از نظر تئوری این عمل می‌تواند بی‌نهایت بار تکرار شود بنابراین از نظر بیولوژیکی این نوع از عروس دریایی نامیرا محسوب می‌شود. برای اینکه بدانیم این موجود چقدر در زمان به عقب برمی‌گردد باید بدانیم روند رشد و بالغ شدن آن چگونه است. تخم‌هایی که عروس‌های دریایی جوان از آنها زاده می‌شوند در درون بدن جانور ماده پرورش پیدا می‌کنند وقتی تخم‌ها کاملاً می‌رسند جانور ماده آنها را در کف دریا رها می‌کند تا جفتش آنها را بارور کند. تخم‌های بارور شده به لارو و در نهایت به لحم با توده سلولی تبدیل می‌شوند. این همان مرحله‌ای است که جانور بالغ می‌تواند خودش را به آن برگرداند. جانور در این حالت تازه زاده شده محسوب شده و یک میلی‌متر بزرگی دارد. دوران نابالغی این جانور تنها چند هفته طول می‌کشد و بعد از آن تبدیل به جانور بالغ می‌شود زمان دقیق این مرحله به دمای آبی بستگی دارد که نوتریکولا در آن زاده می‌شود. بدنه اصلی نوتریکولا شبیه ناقوس است منتهای مراتب ناقوسی که بیشترین قطر آن ۵/۴ میلی‌متر و ارتفاعش هم تقریباً به همین اندازه است. ژله‌ای که بدن این جانور را تشکیل می‌دهد به صورت یک نواختی نازک است مگر در بخش‌هایی که به سر یا بالای نوتریکولا متصل می‌شود. در میان بدنه ناقوسی جانور قسمت قرمز رنگ و درخشانی دیده می‌شود که در واقع معده آن می باشد. نوتریکولاهای تازه زاده شده تنها یک میلی‌متر هستند و فقط هشت شاخک دارند در حالی که جانوران بالغ چیزی بین ۸۰ تا ۹۰ شاخک دارند و همان‌طور که گفته شد قطرشان تا چهار و پنج میلی‌متر هم می‌رسد. عروس‌های دریایی از پلانکتون‌ها تغذیه می‌کنند. گونه‌های مختلف این جانور بین چند ساعت تا چند ماه عمر می‌کنند.

### زایش دوباره یا جاودانگی
با آنکه نوتریکولاها می‌توانند بی‌نهایت بار به دوران جنین برگشته و دوباره زندگی خودشان را آغاز کنند اما در طبیعت بیشتر نوتریکولاها یا شکار می‌شوند یا در مرحله لحمی بر اثر بیماری جانشان را از دست می‌دهند، بدون آنکه بالغ شوند. شاید به همین دلیل است که تعداد آنها بی‌نهایت نشده‌است. با این همه زندگی این جانور یکی از طولانی‌ترین مراحل حیات در طبیعت است. به همین دلیل نمی‌توان عمر این نمونه‌های مختلف این جانور را حدس زد. این جانور منحصر به فرد بوده و نمونه مشابهی برای آن در طبیعت پیدا نشده‌است. تنها آزمایش‌های دقیق در محیط تحت نظر نشان داده‌است که این‌گونه منحصر به فرد می‌تواند به مرحله لحمی خود بازگردد و زندگی دوباره‌ای را از سر گیرد با این همه این موضوع به این معنی نیست که این جانور هرگز نمی‌میرد. حتی آن‌هایی که می‌توانند از نو خودشان را تولید کنند. در واقع وقتی جانور به مرحله لحمی بازمی‌گردد و دوباره رشد می‌کند در حقیقت یک عروس دریایی جدید متولد شده که ممکن است از نظر ظاهری با موجود اولیه متفاوت باشد. البته از آنجایی که توده تشکیل دهنده ثابت است، می‌شود گفت سلول‌های این جانور هرگز نمی‌میرند به این معنی می‌توان نوتریکولا را یک موجود جاودانه به حساب آورد.